# 2007年世界陸上競技選手権大会アイスランド選手団
2007年世界陸上競技選手権大会アイスランド選手団は、2007年8月25日から9月2日まで日本の大阪で開催された第11回世界陸上競技選手権大会のアイスランド選手団。

## 選手団
- 人員: 選手 1人

## 選手名簿・結果
| 選手                               | 種目       | 予選  | 予選 | 決勝     | 決勝     |
| 選手                               | 種目       | 結果  | 順位 | 結果     | 順位     |
| ---------------------------------- | ---------- | ----- | ---- | -------- | -------- |
| トウレイ・エッダ・エリスドッティル | 女子棒高跳 | 4.35m | 19位 | 予選敗退 | 予選敗退 |